# Creepin' (Solo)
«Creepin' (Solo)» — сингл американського репера Chamillionaire, виданий 10 березня 2009 р. На пісню не зняли відеокліп. Існує ремікс з участю The Game.

## Чартові позиції
| Чарт (2009)                           | Найвища позиція |
| ------------------------------------- | --------------- |
| US Bubbling Under R&B/Hip-Hop Singles | 1               |